# Bernhard Krieg
Bernhard Krieg (* 3. November 1868 in Weiler in den Bergen; † 16. August 1943 in Ehingen (Donau)) war ein römisch-katholischer Priester, Konviktsvorsteher in Rottweil, Rektor des Gymnasiums in Ehingen a. D. und Gründer des Altertumsvereins für den Bezirk Ehingen.

## Herkunft und Bildung
Krieg wurde als Sohn des Bauern Bernhard Krieg und dessen Ehefrau Katharina geb. Rötter geboren; er hatte zehn Geschwister, von welchen drei die ersten fünf Jahre nicht überlebten.
Im Herbst 1884 trat er in das Konvikt in Ehingen a. D. ein. Von 1888 bis 1894 studierte er an der Universität Tübingen Philosophie und Theologie. Er war Konviktuale, d. h. Zögling des Wilhelmsstifts.  Er war Mitglied der Theologengesellschaft Guelfia Tübingen.
Bereits vor ihm studierten Verwandte von ihm in Tübingen Theologie als Konviktuale, welche beide aus Weiler in den Bergen stammten: Alois Krieg, geb. 13. Februar 1853 von 1872 bis 1876; und Josef Krieg, geb. 7. Oktober 1853 von 1875 bis 1880, gest. 19. Januar 1880.
1891 erhielt Bernhard Krieg einen außerordentlichen Preis der philosophischen Fakultät, und 1892 einen durch Los verlorenen Preis der theologischen Fakultät. Er erwarb im anschließenden Promotionsstudium den akademischen Grad eines Dr. phil.

## Berufliche Laufbahn
Am 19. Juli 1893 erhielt er die Priesterweihe und war ab 1. September 1893 zweiter Vikar in Heilbronn. Am 26. April 1894 wurde er für fünf Jahre Repetent am Wilhelmsstift in Tübingen. Am 6. März 1899 wurde er für eine wissenschaftliche Reise nach Italien beurlaubt, welche ihn zu den klassischen Stätten der Bildungstouristen (wie Florenz, Rom, Neapel mit Pompeji) führte. Nach seiner Rückkehr wurde er am 21. Juni 1899 Verweser der Präzeptorats-Kaplanei in Riedlingen, und einen Monat später am 28. Juli 1899 zum Stelleninhaber der Kaplanei und zum Professor an der Lateinschule ebenda ernannt. Nach weiteren vier Jahren wurde er Marienkaplan und Professor am Gymnasium in Rottweil. Schließlich stieg er dort zum Konviktsvorsteher auf (ab 14. Februar 1907). Den Endpunkt seiner pädagogischen und theologischen Laufbahn erreichte er durch die Ernennung zum Rektor des Gymnasiums in Ehingen a. D. am 1. September 1908.
Kriegs historisches Interesse ließ ihn bald nach seinem Amtsantritt in Ehingen einem Zirkel von Männern beitreten, welche einen Altertumsverein für den Oberamtsbezirk Ehingen (heute „Museumsgesellschaft Ehingen e.V.“) gründen wollten. Krieg wurde auf der Gründungsversammlung des Vereins im März 1909 zu dessen Erstem Vorstand gewählt. Diese Position behielt Krieg bis zu seinem Tod 1943.
Am 4. Juli 1925 wurde er zum Oberstudiendirektor am Gymnasium Ehingen befördert. Im Oktober 1925 wurde er mit dem Ritterkreuz I. Klasse des Friedrichs-Ordens dekoriert.
Nach 26 Dienstjahren in Ehingen wurde er am 1. März 1934 (mit 65 Jahren) pensioniert. Noch am selben Tag erhielt er das Ehrenbürgerrecht von Ehingen.

## Ruhestand
Während seines Ruhestands widmete sich Krieg der Erforschung der Geschichte der wichtigsten Wirkungsstätte seiner Berufslaufbahn, der Stadt Ehingen. 1939 erschien das Ergebnis seiner Forschungen über die Stadtpfarrkirche Sankt Blasius als „Schnell-Kunstführer“. Seine umfassenden Forschungsergebnisse über Ehingen konnte er aber nicht mehr veröffentlichen. Die Herausgabe dieser Resultate setzte sich der befreundete Pfarrer in Griesingen, Franz Michael Weber, zum Ziel, welche, durch eigene umfangreiche Forschungen Webers erweitert, 1955 in Buchform erschienen.
Bernhard Krieg verstarb in Ehingen am 16. August 1943 im Alter von 74 Jahren.

## Ehrungen
- Ritterkreuz I. Klasse des Friedrichs-Ordens im Oktober 1925
- Ehrenbürger von Ehingen a. D. am 1. März 1934
- Ehrenmitglied der katholischen Studentenverbindung KStV Alamannia Tübingen

## Werke
- Rezension von „Otten, Alois, Einleitung in die Geschichte der Philosophie“. In: Theologische Quartalschrift Bd. 78 (1896), Heft 1, S. 174‒179.
- Rezension von „Boedder, Bernardus, Psychlogia rationalis sive philosophia de anima humana“. In: Theologische Quartalschrift Bd. 80 (1898), Heft 2, S. 328‒330.
- Rezension von „Filkuka, Lambert, Die metaphysischen Grundlagen der Ethik bei Aristoteles“. In: Theologische Quartalschrift Bd. 80 (1898), Heft 2, S. 330‒333.
- Die Stadtpfarrkirche S[ank]t Blasius in Ehingen a[n] d[er] Donau: geweiht zu Ehren d. Heil. Dreifaltigkeit und u. d. heil. Blasius; Diözese Rottenburg. Nebentitel: Katholische Kirchen in Ehingen a. d. Donau. München: Schnell & Steiner, 1939. (Kleine Kunstführer (begründet von Hugo Schnell und Johannes Steiner), S 412/413) (18 S.)
- Vorarbeiten für eine Geschichte der Stadt Ehingen, später hrsg. von Franz Michael Weber, Ehingen, Geschichte einer oberschwäbischen Donaustadt. Hrsg. von der Stadt Ehingen a. D. Ulm a. D.: Süddeutsche Verlagsgesellschaft, 1955 (2. unveränderter Nachdruck 1980 bei Max Fischer Buch- und Offsetdruck, Ehingen a. D.).